# Quarab

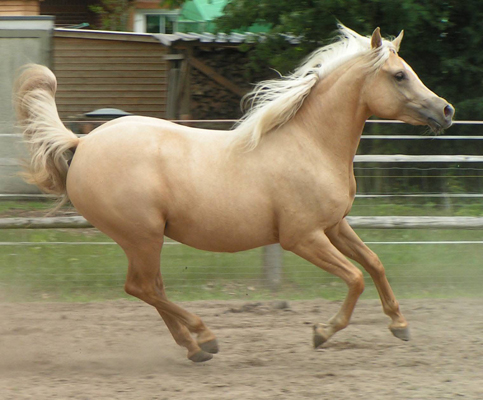
Cavalla Quarab palomino

Il Quarab è un incrocio tra un cavallo arabo e un Quarter horse. Unisce la solidità e l'equilibrio psichico del Quarter alla resistenza e intelligenza dell'Arabo.

L'incrocio tra un Arabo e un Paint horse viene chiamato Paint-arab.
La testa è solitamente ben definita, con la fronte ampia, gli occhi grandi e un profilo pressappoco rettilineo.
Il Quarab esibisce un aspetto che varia a seconda del "tipo morfologico", ovvero dipende se somiglia di più all'arabo o al quarter/paint.
Ottimo sia per le specialità western, endurance e dressage.

## Aspetti Morfologici
- Altezza: 142 – 162 cm
- Temperamento: equilibrato, vivace e energico.
- Mantello: può essere semplice o composto; oppure pezzato (nel caso del Paint-arab).